# Daniel Jacob
Pour les articles homonymes, voir Jacob (homonymie).
Daniel Jacob (né le 20 juillet 1980 à Saint-Jean-sur-Richelieu, dans la province de Québec au Canada) est un joueur professionnel canadien de hockey sur glace. Il est aussi de nationalité serbe.

## Carrière de joueur
Après cinq saisons passées avec les Redmen de l'Université McGill, il devient joueur professionnel en se joignant pour une partie au Rampage de San Antonio de la Ligue américaine de hockey. Il joue la saison suivante en Suède ainsi que deux parties en Autriche.
En 2006-07, il retourne en Serbie, pays de ses ancêtres, pour y jouer avec le HK Vojvodina Novi Sad. Après trois saisons avec ce club, il signe avec le HK Partizan Belgrade en Slovénie. Jusqu'à ce jour, il a représenté la Serbie lors de deux Championnats du monde. Il y remporte la médaille d'or de la division 2 en 2009.

## Statistiques

### En club
| Saison    | Équipe                        | Ligue             |    | Saison régulière | Saison régulière | Saison régulière | Saison régulière | Saison régulière |   | Séries éliminatoires | Séries éliminatoires | Séries éliminatoires | Séries éliminatoires | Séries éliminatoires |
| Saison    | Équipe                        | Ligue             | PJ | B                | A                | Pts              | Pun              | PJ               | B | A                    | Pts                  | Pun                  |                      |                      |
| 1997-1998 | Voltigeurs de Drummondville   | LHJMQ             | 2  | 0                | 0                | 0                | 2                | -                | - | -                    | -                    | -                    |                      |                      |
| 2000-2001 | Redmen de l'Université McGill | SIC               | 19 | 2                | 2                | 4                | 65               | -                | - | -                    | -                    | -                    |                      |                      |
| 2001-2002 | Redmen de l'Université McGill | SIC               | 23 | 3                | 4                | 7                | 85               | -                | - | -                    | -                    | -                    |                      |                      |
| 2002-2003 | Redmen de l'Université McGill | SIC               | 19 | 2                | 1                | 3                | 83               | -                | - | -                    | -                    | -                    |                      |                      |
| 2003-2004 | Redmen de l'Université McGill | SIC               | 24 | 5                | 4                | 9                | 94               | -                | - | -                    | -                    | -                    |                      |                      |
| 2004-2005 | Redmen de l'Université McGill | SIC               | 23 | 4                | 10               | 14               | 42               | -                | - | -                    | -                    | -                    |                      |                      |
| 2004-2005 | Rampage de San Antonio        | LAH               | 1  | 0                | 0                | 0                | 0                | -                | - | -                    | -                    | -                    |                      |                      |
| 2005-2006 | Kristianstads IK              | Division 1        | 32 | 4                | 6                | 10               | 164              | -                | - | -                    | -                    | -                    |                      |                      |
| 2005-2006 | HC TWK Innsbruck              | EBEL              | 2  | 0                | 0                | 0                | 0                | -                | - | -                    | -                    | -                    |                      |                      |
| 2006-2007 | HK Vojvodina Novi Sad         | Prvenstvo Srbije  | 13 | 7                | 11               | 18               | 76               | -                | - | -                    | -                    | -                    |                      |                      |
| 2007-2008 | HK Vojvodina Novi Sad         | Prvenstvo Srbije  | 22 | 5                | 14               | 19               | 70               | -                | - | -                    | -                    | -                    |                      |                      |
| 2008-2009 | HK Vojvodina Novi Sad         | Prvenstvo Srbije  | 15 | 4                | 10               | 14               | 30               | -                | - | -                    | -                    | -                    |                      |                      |
| 2009-2010 | HK Partizan Belgrade          | Državno Prvenstvo | 24 | 9                | 14               | 23               | 95               | 6                | 0 | 2                    | 2                    | 18                   |                      |                      |

### En équipe nationale
| Année | Équipe | Compétition                 |   | PJ | B | A | Pts | Pun           |  | Résultat |
| 2009  | Serbie | Championnat du monde div. 2 | 5 | 1  | 1 | 2 | 6   | Médaille d'or |  |          |
| 2010  | Serbie | Championnat du monde div. 1 | 5 | 1  | 0 | 1 | 16  | 6e position   |  |          |